# Zemo Dwani
Zemo Dwani (ros. Irykau) – wieś w Osetii Południowej, w regionie Znauri. W 2015 roku liczyła 48 mieszkańców.

## Urodzeni
- Leonid Tibiłow